# Список керівників держав 584 року
Список керівників держав 584 року — це перелік правителів країн світу 584 року.
Список керівників держав 583 року — 584 рік — Список керівників держав 585 року — Список керівників держав за роками

## Європа
- Аварський каганат — Баян (562—602)
- Айлех — Колман Рімід мак Баетан (580-604)
- Айргіалла — Бекк мак Куанах (565? — 598)
- Арморика — Теудр Великий (547—584); Алан I (584-594)
- Герцогство Баварія — Гарібальд I (548/555—593/595)
- Брихейніог — Ідваллон ап Лліварх (580—620)
- Берніція — Фрітувальд (579-585)
- Бро-Гвенед (Бретонь) — Варох II (577-594)
- король вестготів — Леовігільд (568/572-586)
- Вессекс — Кевлін (560—591/592)
- Візантійська імперія — Маврикій (582—602)
  - Равеннський екзархат — Децій (584—585)
- Королівство Гвент — Мейріг ап Теудріг (540—590)
- Королівство Гвінед — Белі ап Рун (580-599)
- Правитель гунів, болгар — Баян I (562-602)
- Дал Ріада — Айдан Мак Габраін (574—608)
- Дейра (королівство) — Елла (560—588)
- Дівед — Петрок (570—595)
- Думнонія — Геррен ап Костянтин (560-598)
- Елмет — Гваллог ап Лленног (560—590)
- Ірландія — верховний король Аед мак Айнмуйрех (568-594)
- Кайр-Гвендолеу — Араун ап Кінварх (573—630)
- Король лангобардів — правління герцогів (574—584); Автарій (584-590)
  - Герцогство Беневентське — Зотто (571—591)
  - Герцогство Фріульське — Гізульф I (569—590)
- Морганнуг — Мейріг ап Карадог (580—590)
- Мунстер — Федлімід мак Тігернайг (584- 590/593)
- Пік — Сауїл Зарозумілий (525—590), Дунотінґ (або Дунаут) — Дінод Міцний (525—595)
- Король піктів — Галам Кенналеф I і одночасно Бруде I (556—586)
- Королівство Повіс — Кінан Білоногий (582-602)
- Регед Північний — Урієн ([550]]/570-590); Південний — Лліварх Старий (560—608?)
- Королівство Сассекс — Кутвін (567—593)
- Королівство свевів — Еборік (583—584); Аудека (584—585)
- Стратклайд — Ріддерх Гейл (580-613)
- Улад — Аед Дуб мак Суйбні (581—588)
- Уснех — Свібне мак Колмайн (574—600)
- Франкське королівство:
  - Австразія — Хільдеберт II (575-595)
  - Франкське королівство Бургундія — Гунтрамн (561—592)
  - Нейстрія — Хільперік I (561—584); Хлотар II (584—629)
- Швеція — Йостен (575-600)
- Святий Престол — папа римський — Пелагій II (579—590)
- Вселенський патріарх — Іоанн IV Постник (582-595)

## Азія
- Близький Схід:
  - Гассаніди — Аль Ну'ман VII ібн аль-Харіт (583 — ?)
  - Лахміди — Ан-Нуман III (578(580)-602)
- Кавказька Албанія — марзпанство Персії (до 636)
- В'єтнам; Династія Рання Лі — Лі Нам Де II (571—602)
- Індія:
  - Династія Вішнукундіна — Мадхав Варма IV (573—621)
  - Західні Ганги — Мушкара (579—604)
  - Пізні Гупти — Магасенагупта (562-601)
  - володар держави ефталітів і алхон-гунів в Ганджхарі, Кашмірі і Пенджабі Праварасена (530—590)
  - Династія Майтрака — Дарасена II (570—595)
  - Раджарата — раджа Аггабодхі I (564-598)
  - Чалук'я — Кіртіварман I (566-597)
- Індонезія:
  - Тарума — Кертаварман (561—628)
- Китай:
  - Династія Суй — Ян Цзянь (581—604)
  - Династія Чень — Чень Шубао (582-589)
  - Туюхун (Тогон) — Муюн Куалюй (540—591)
- Корея:
  - Когурьо — тхеван (король) Пхьонвон (559—590)
  - Пекче — король Відок (554-598)
  - Сілла — ісагим (король) Чинпхьон (579—632)
- Паган — король Хтун Пійт (582-598)
- Персія:
  - Держава Сасанідів — шахіншах Ормізд IV (579—590)
- Середня Азія — Тюркський каганат — Бага-Ишбара-каган (581—587)
- Хим'яр — Сайф (577—587)
- Ченла — Бхававарман I (550—600)
- Японія — Імператор Бідацу (572—585)

## Африка
- Аксумське царство — Хатаз (575—590)
- Преторіанська префектура Африки Візантійської імперії — Феодор (578—585)

## Північна Америка
- Мутульське царство — К'ініч-Вав (562-593)
- Баакульське царство — Іш-Йоль-Ік'наль (583-604)
- Шукуупське царство — К'ак'-Уті'-Чан (578-628)